# Gryllotalpa microptera
Gryllotalpa microptera is een rechtvleugelig insect uit de familie veenmollen (Gryllotalpidae). De wetenschappelijke naam van deze soort is voor het eerst geldig gepubliceerd in 1939 door Lucien Chopard.